# Артемов Павло Петрович
Павло Петрович Артемов (1917, Бородіно — 26 березня 1944, Миколаїв) — радянський військовослужбовець, учасник німецько-радянської війни, Герой Радянського Союзу, автоматник 384-го окремого батальйону морської піхоти Одеської Військово-морської бази Чорноморського флоту, молодший сержант.

## Біографія
Павло Петрович народився 1917 року в селі Бородіно (нині — Курської області) в родині російського селянина. Початкову освіту здобув. До призову до лав збройних сил працював у колгоспі.
У 1939 році був призваний до лав Червоної Армії, служив у Військово-Морських Силах. Участь у Німецько-радянській війні брав із 1943 року.
У квітні 1943 року молодший сержант Артемов був зарахований до роти автоматників 384-й батальйону морської піхоти Чорноморського флоту, і восени того ж року брав участь у десантних операціях зі звільнення Єйська, звільнення Таганрога, Маріуполя та Осипенко. У вересні 1943 року за відмінне виконання бойових завдань командування в боях за визволення міста Маріуполя був нагороджений орденом Слави 3-го ступеня.
У другій половині березня 1944 року увійшов до складу десантної групи під командуванням старшого лейтенанта Костянтина Федоровича Ольшанського. Завданням десанту було полегшення фронтального удару радянських військ в ході визволення міста Миколаєва, що був частиною Одеської операції. Після висадки в морському порту Миколаєва загін протягом двох діб відбив 18 атак противника, знищивши близько 700 гітлерівців. П. П. Артемов героїчно загинув у бою.
Указом Президії Верховної Ради СРСР від 20 квітня 1945 року за зразкове виконання бойових завдань командування на фронті боротьби з німецькими загарбниками і виявлені при цьому відвагу і геройство молодшому сержанту Павлу Петровичу Артемову було присвоєно звання Героя Радянського Союзу (посмертно).

## Нагороди
- Золота Зірка Героя Радянського Союзу
- Орден Леніна
- Орден Слави 3-го ступеня

## Пам'ять
- Похований у братській могилі в місті Миколаєві (Україна) у Сквері імені 68-ми Десантників.
- Там же на честь Героїв відкрито Народний музей бойової слави моряків-десантників, споруджений пам'ятник.